# Wniebowstąpienie (powieść Jerzego Rytarda)
Wniebowstąpienie – powieść Jerzego Mieczysława Rytarda wydana w 1923.
Powieść, pisana w narracji pierwszoosobowej, ma charakter prozy poetyckiej ze słabo zarysowaną fabułą. Na treść książki składa się luźny ciąg impresjonistyczno-onirycznych motywów i obrazów. Przedstawiają one zdarzenia z życia dekadenckiej, arystokratycznej młodzieży, sceny miłości, potyczki militarne. Główny bohater, który fascynuje się kultem Dionizosa, przechodzi rodzaj sentymentalnej edukacji. Tłem zdarzeń jest folklor podhalański.